# Monica Frassoni

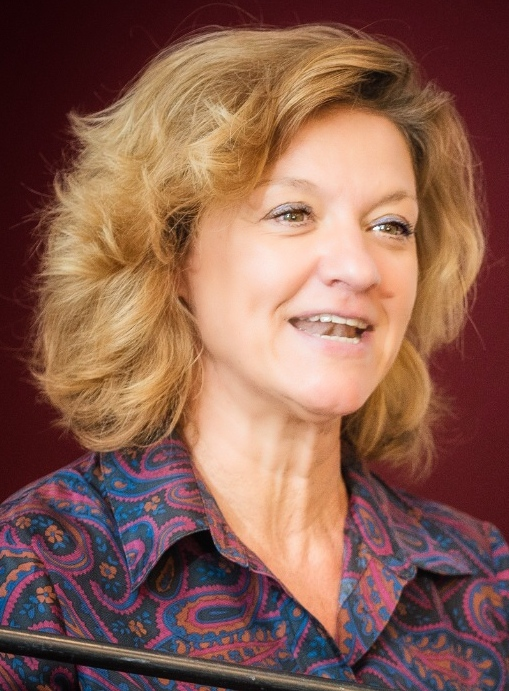
Monica Frassoni, 2019

Monica Frassoni (* 10. September 1963 in Veracruz, Mexiko) ist eine italienische Politikerin. Sie war von 1999 bis 2009 Mitglied des Europäischen Parlaments und dort von 2002 bis 2009 zusammen mit Daniel Cohn-Bendit Vorsitzende der Fraktion Die Grünen/Europäische Freie Allianz (Grüne/EFA). Von 2009 bis 2019 Ko-Vorsitzende der Europäischen Grünen Partei (gemeinsam mit Reinhard Bütikofer).

## Leben
Frassoni begann ihr politisches Engagement 1983 in der föderalistisch-europäischen Nichtregierungsorganisation Movimento Federalista Europeo (international Union Europäischer Föderalisten) und wurde 1987 zur Generalsekretärin des Jugendverbandes Junge Europäische Föderalisten gewählt. 1989 erwarb sie einen Universitätsabschluss in Politikwissenschaft an der Universität Florenz und arbeitete von 1990 bis 1999 als Beraterin der Grünen im Europäischen Parlament in Brüssel. 1999 zog sie als erste Ausländerin auf einer belgischen Liste, der Liste der wallonischen Grünen (Ecolo), in das Europäische Parlament ein. In der Legislaturperiode von 1999 bis 2004 war Frassoni Mitglied im Ausschuss für konstitutionelle Fragen und stellvertretendes Mitglied im Ausschuss für bürgerliche Freiheiten, Justiz und Inneres sowie Mitglied in der Delegation für die Beziehungen mit den Ländern Südamerikas und dem Mercosur und dem gemischten parlamentarischen Ausschuss mit Zypern. 

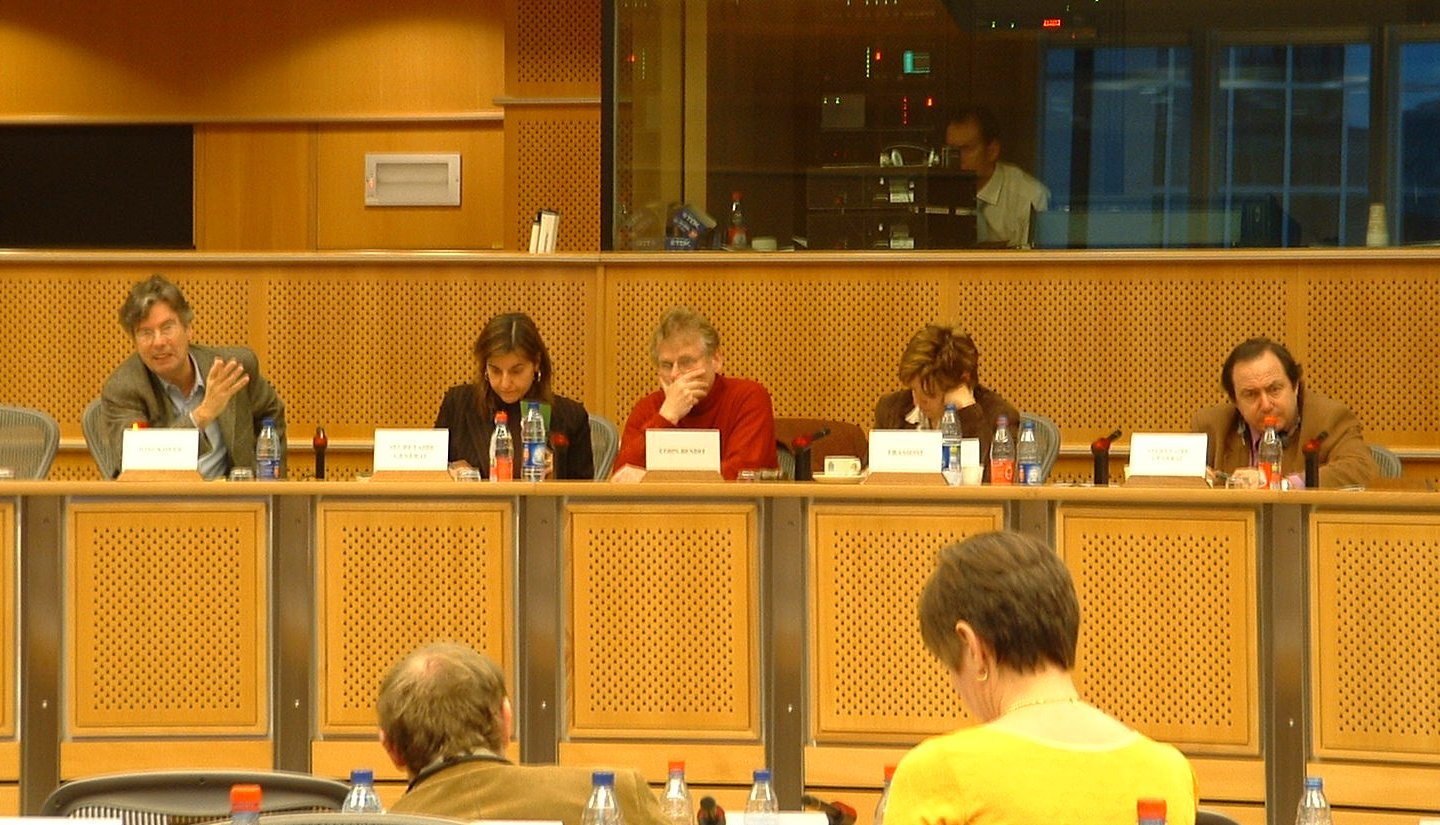
Monica Frassoni bei einer Fraktionssitzung 2004 (2. von rechts)

2004 trat Frassoni auf der Liste der italienischen Grünen an und zog dieses Mal für den italienischen Wahlkreis Nord-West in das Europäische Parlament ein. Sie war als Ko-Vorsitzende der Grüne/EFA-Fraktion auch Mitglied in der Konferenz der Präsidenten. Des Weiteren war sie Mitglied im Rechtsausschuss sowie im Ausschuss für Umweltfragen, Volksgesundheit und Lebensmittelsicherheit. Sie war außerdem stellvertretendes Mitglied in der Delegation mit dem Mercosur sowie in der Delegation der Parlamentarischen Versammlung Europa-Lateinamerika. Auch war sie stellvertretendes Mitglied im Ausschuss für konstitutionelle Fragen sowie im Ausschuss für Industrie, Forschung und Energie. Sie war ebenfalls stellvertretendes Mitglied in der Delegation für die Beziehungen mit dem Iran sowie in der Delegation der Parlamentarischen Versammlung Europa-Mittelmeer.
Am 15. Januar 2007 trat Frassoni als Parlamentspräsidentin an, scheiterte aber mit 145 Stimmen gegen den EVP-Politiker Hans-Gert Pöttering. Bei der Europawahl in Italien 2009 verpassten die italienischen Grünen den Wiedereinzug ins Europäische Parlament, sodass auch Frassoni daraus ausschied. Seit 2009 ist sie weibliche Ko-Sprecherin der Europäischen Grünen Partei. Darüber hinaus war sie langjährige Präsidentin des Europäischen Zentrums für Wahlunterstützung.
Bei den italienischen Parlamentswahlen 2013 trat Frassoni als Kandidatin der Sinistra Ecologia Libertà für den Senat an. Sie war auf dem ersten Listenplatz für die Region Lombardei angetreten, erreichte jedoch keinen Sitz. Die italienischen Grünen waren hingegen Teil einer Koalition von Antonio Ingroia, die sich Rivoluzione Civile nennt. Die jungen italienischen Grünen hatten deshalb den Rücktritt als Co-Vorsitzende der Europäischen Grünen Partei verlangt, was sie ablehnte.